# На сторожі
«НА СТОРОЖІ»  — український суспільно-політичний, часопис-місячник. Заснований у Німеччині в 1946 році, упродовж періоду існування часопису видавався на циклостилі — та виключно для членів ОУН. Спочатку видавався як двотижневик, а з 1947 року — місячник. Перший номер вийшов 15 лютого 1946 року, останній, здвоєний, номер — 1 травня 1948 року.
Часопис висвітлював післявоєнний визвольний рух в Україні. Публікував матеріали [[[Антибільшовицький блок народів|Антибільшовицького блоку народів]], який проводив реорганізацію у зв'язку з його розширенням.
У часописі також були оповідання, поезія, фейлетони українських авторів.